# Fatezhsky (huyện)
Huyện Fatezhsky (tiếng Nga: Фатежский райо́н) là một huyện hành chính tự quản (raion), của Tỉnh Kursk, Nga. Huyện có diện tích 1280 km², dân số thời điểm ngày 1 tháng 1 năm 2000 là 25900 người. Trung tâm của huyện đóng ở Fatezh.